# Canhas
Canhas est une freguesia portugaise située dans la ville de Ponta do Sol, dans la région autonome de Madère.
Avec une superficie de 13,30 km2 et une population de 3 214 habitants (2001), la paroisse possède une densité de 241,7 hab/km2.